# ديك غوغان
ديك غوغان (بالإنجليزية: Dick Gaughan)‏ هو عازف قيثارة ومغني وكاتب أغاني بريطاني، ولد في 17 مايو 1948 في غلاسكو في المملكة المتحدة.

## وصلات خارجية
- الموقع الرسمي
- ديك غوغان على موقع ميوزك برينز (الإنجليزية)
- ديك غوغان على موقع ديسكوغز (الإنجليزية)